# Miguel Hidalgo y Costilla (Balancán)
Miguel Hidalgo y Costilla es un ejido del municipio de Balancán ubicado en la subregión de los Ríos del estado mexicano de Tabasco.

## Geografía
La localidad se ubica a 27.6 kilómetros (en dirección sur) de la localidad de Balancán de Domínguez, la cabecera y lugar más poblado del municipio. Se sitúa en las coordenadas geográficas 18°03′04″N 91°34′50″O / 18.051111, -91.580556, a una elevación de 9 metros sobre el nivel del mar.

## Demografía
Según el Conteo de Población y Vivienda 2020, efectuado por el Instituto Nacional de Estadística y Geografía, la localidad de Miguel Hidalgo y Costilla tiene 345 habitantes, de los cuales 163 son del sexo masculino y 182 del sexo femenino. Su tasa de fecundidad es de 2.56 hijos por mujer y tiene 86 viviendas particulares habitadas.
| Gráfica de evolución demográfica de Miguel Hidalgo y Costilla entre 1990 y 2020 |
|                                                                                 |
| INEGI.                                                                          |